# El hombre que más te amó
El Hombre Que Más Te Amó  es el título del 81.er álbum de estudio lanzado por el cantante mexicano Vicente Fernández el 5 de octubre de 2010 por Sony BMG.

## Lista de Sencillos
| N.º | Título                     | Escritor(es)           | Duración |  |
| 1.  | «Eres Mi Luz»              | Manuel Eduardo Toscano | 2:28     |  |
| 2.  | «Miedo»                    | Cristy Barba           | 2:41     |  |
| 3.  | «Regalo de Dios»           | Manuel Eduardo Toscano | 2:32     |  |
| 4.  | «Millones de Gracias»      | Manuel Eduardo Toscano | 2:54     |  |
| 5.  | «Si Estuvieras»            | Manuel Eduardo Toscano | 3:12     |  |
| 6.  | «Pídele Perdón»            | Manuel Eduardo Toscano | 3:00     |  |
| 7.  | «Moño Negro»               | Martín Urieta          | 2:43     |  |
| 8.  | «Vete Mañana»              | Manuel Eduardo Toscano | 2:43     |  |
| 9.  | «El Hombre Que Más Te Amó» | Abelardo Flores        | 3:16     |  |
| 10. | «Tu Mirada»                | Manuel Eduardo Toscano | 3:23     |  |
| 11. | «Tengo Que»                | Manuel Eduardo Toscano | 2:44     |  |
| 12. | «Con Uñas y Dientes»       | Manuel Eduardo Toscano | 2:33     |  |
| 13. | «Si Vas a Partir»          | Manuel Eduardo Toscano | 2:19     |  |

## Ventas Y Certificaciones
| México | AMPROFON | Platino | 60,000 | — | [ 2 ] |